# Rocky Wirtz
William Rockwell "Rocky" Wirtz, född 5 oktober 1952 i Chicago, Illinois, död 25 juli 2023 i Evanston, Illinois, var en amerikansk företagsledare som var president för det amerikanska konglomeratet Wirtz Corporation, som kontrollerar bland annat ishockeyorganisationen Chicago Blackhawks i National Hockey League (NHL) samt äger 50% av inomhusarenan United Center i Chicago.
Wirtzs privata förmögenhet var inte känd men den amerikanska ekonomitidskriften Forbes rapporterade 2015 om att släkten Wirtz hade en förmögenhet på mer än 4,4 miljarder amerikanska dollar.
Han avlade en kandidatexamen i kommunikation vid Northwestern University.
Wirtz var med och vinna Stanley Cup med Blackhawks för säsongerna 2009–2010, 2012–2013 och 2014–2015.
Han var son till Bill Wirtz och sonson till Arthur Wirtz.